# Публий Рутилий Луп (консул)
Вижте пояснителната страница за други личности с името Публий Рутилий Луп.
Публий Рутилий Луп (на латински: Publius Rutilius Lupus; † 11 юни 90 пр.н.е., Толенус) e политик на късната Римска република.

## Биография
Произлиза от фамилията Рутилии и е син и внук на Луций Рутилий.
През 93 пр.н.е. става претор. Малко след избухването на Съюзническата война той е избран за консул през 90 пр.н.е. заедно с Луций Юлий Цезар. Рутилий поема командването на север, а колегата му на юг. Рутилий е убит от марсите с командир Ветий Скатон в долината на река Толенус. Гай Марий, негов роднина и при него легат успява след това да вземе трупа на Рутилий и го закарват да го погребат в Рим.
Той е баща на Публий Рутилий Луп (народен трибун 57/56 пр.н.е. и претор 49 пр.н.е.).